# 699 (numero)
Seicentonovantanove è il numero naturale dopo il 698 e prima del 700.

## Proprietà matematiche
- È un numero dispari.
- È un numero composto, con i seguenti 4 divisori: 1, 3, 233, 699. Poiché la somma dei suoi divisori (escluso il numero stesso) è 237 < 699, è un numero difettivo.
- È un numero semiprimo.
- È un numero fortunato.
- È parte delle terne pitagoriche (315, 624, 699), (699, 932, 1165), (699, 27140, 27149), (699, 81432, 81435), (699, 244300, 244301).
- È un numero palindromo nel sistema di numerazione posizionale a base 17 (272).

## Astronomia
- 699 Hela è un asteroide della fascia principale del sistema solare.
- NGC 699 è una galassia spirale della costellazione della Balena.

## Astronautica
- Cosmos 699 è un satellite artificiale russo.